# Loch Maberry
Loch Maberry är en sjö i Storbritannien.   Den ligger i riksdelen Skottland, i den centrala delen av landet, 500 km nordväst om huvudstaden London. Loch Maberry ligger 146 meter över havet.I omgivningarna runt Loch Maberry växer i huvudsak blandskog.